# غو فليكس
"غو فليكس" (بالإنجليزية: Go Flex)‏ هي أغنية للرابر الأمريكي بوست مالون. تم إصدارها في 21 أبريل 2016، بواسطة ريبابليك ريكوردز كثالث أغنية منفردة من ألبومه الأول ستوني. تم إنتاج الأغنية بواسطة ريكس كودو.

## الفيديو الموسيقي
تم عرض الفيديو الموسيقي المصاحب للأغنية لأول مرة في 22 أكتوبر 2015 علي حساب مالون في فيفو علي موقع يوتيوب. يتضمن الفيديو ظهور كاميو من قبل ليا ماري جونسون.

## الأداء التجاري
غو فليكس أحتلت رقم 94 في بيلبورد هوت 100 للائحة 14 مايو 2016. أُعيد إدخالها في المرتبة 100 للائحة 14 أكتوبر 2017، بعد أكثر من عام وصلت إلي قمة جديدة برقم 88، بعد أسبوعين. ظلت 10 أسابيع علي اللائحة. تم اعتماد الأغنية بالبلاتين من قبل رابطة صناعة التسجيلات الأمريكية (RIAA) لبيع أكثر من مليون وحدة في الولايات المتحدة.

## وصلات خارجية
- كلمات الأغنية
- الفيديو الموسيقي على يوتيوب
- الأغنية الصوتية على يوتيوب